# Lancy (marca)
Lancy é uma marca pertencente à Kraft Foods usada bombons de chocolate recheados com avelã. Foi lançada no mercado brasileiro em 1992